# Troglophiloscia laevis
Troglophiloscia laevis är en kräftdjursart som beskrevs av Schultz 1977. Troglophiloscia laevis ingår i släktet Troglophiloscia och familjen Philosciidae. Inga underarter finns listade i Catalogue of Life.